# Список вулканів Азербайджану
Цей список містить активні та згаслі вулкани в Азербайджані.

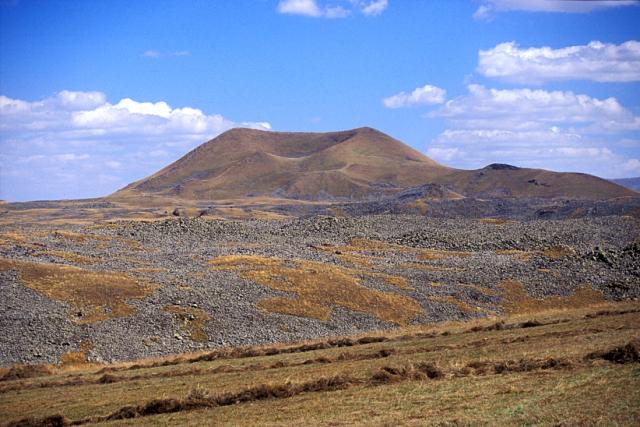
Ахарбахар

| Вулкан      | Висота, м | Координати                                                | Останнє виверження |
| Ахарбахар   | 2800      | 40°01′ пн. ш. 45°47′ сх. д. / 40.02° пн. ш. 45.78° сх. д. | 778 рік до н. е.   |
| Беюк Ішикли | 3552      | 39°21′ пн. ш. 46°08′ сх. д. / 39.35° пн. ш. 46.13° сх. д. | —                  |
| Каркар      | 3000      | 39°44′ пн. ш. 46°01′ сх. д. / 39.73° пн. ш. 46.02° сх. д. | 3000 рік до н. е.  |